# هشت (ترانه)
«هشت» (انگلیسی: Eight; کره‌ای: 에잇; لاتین‌نویسی اصلاح‌شده: eit) ترانه‌ای از آی‌یو خواننده-ترانه‌پرداز اهل کره جنوبی و شوگا رپر اهل کره جنوبی و عضو گروه پسرانه کره‌ای بی‌تی‌اس است. این ترانه به عنوان یک تک‌آهنگ دیجیتال در ۶ مه ۲۰۲۰ توسط ئی‌دی‌ای‌ام انترتینمنت منتشر شد. متن ترانه توسط آی‌یو، شوگا و El Capitxn نوشته شده و تهیه‌کنندگی آن را شوگا انجام داده‌است. «هشت» از نظر موسیقایی به عنوان یک آهنگ پاپ راک «نوستالژیک» توصیف شده‌است.

## افتخارات
| سال  | مراسم                         | جایزه              | نتیجه    | منابع |
| ---- | ----------------------------- | ------------------ | -------- | ----- |
| ۲۰۲۰ | جوایز موسیقی تاپ هنگ کنگ جوکس | ۲۰ آهنگ برتر کی‌پاپ | برنده    | [ ۱ ] |
| ۲۰۲۰ | جوایز موسیقی ملون             | بهترین ترانه راک   | برنده    | [ ۲ ] |
| ۲۰۲۰ | جوایز موسیقی ملون             | آهنگ سال           | نامزدشده | [ ۳ ] |
| ۲۰۲۰ | جوایز موسیقی آسیایی ام‌نت      | بهترین همکاری      | برنده    | [ ۴ ] |
| ۲۰۲۰ | جوایز موسیقی آسیایی ام‌نت      | آهنگ سال           | نامزدشده | [ ۵ ] |
| ۲۰۲۱ | جوایز موسیقی جدول گائون       | آهنگ سال – مه      | برنده    | [ ۶ ] |
| ۲۰۲۱ | جوایز موسیقی کره‌ای            | بهترین آهنگ پاپ    | نامزدشده | [ ۷ ] |

## عوامل
جزئیات برگرفته از ملون است.
- آی‌یو – آواز اصلی، ترانه‌سرایی، تنظیم
- شوگا – آواز همکار، تولید، ترانه‌سرایی، تنظیم، پیانو، سینث‌سایزر
- El Capitxn – ترانه‌سرایی، تنظیم، پیانو، سینث‌سایزر
- جوک‌جه – گیتار
- Vendors (زنور) – گیتار
- چوی این سونگ – باس
- سونگ میونگ گاب – ضبط
- کانگ سون یونگ – مهندسی ضبط
- گو جونگ پیل – میکس
- کوان نام وو – مسترینگ

## جدول‌ها
| جدول (۲۰۲۰)                                     | بهترین جایگاه |
| ----------------------------------------------- | ------------- |
| ۱۰۰ تک‌آهنگ داغ کانادا (بیلبورد)                 | ۲۷            |
| مجارستان (۴۰ تک‌آهنگ برتر)                       | ۱۲            |
| ژاپن (۱۰۰ آهنگ داغ ژاپن)                        | ۲۵            |
| مالزی (آرآی‌ام)                                  | ۱             |
| تک‌آهنگ‌های داغ نیوزیلند (آرام‌ان‌زی)               | ۱۴            |
| اسکاتلند (اوسی‌سی)                               | ۴۴            |
| سنگاپور (آرآی‌ای‌اس)                              | ۱             |
| کره جنوبی (گائون)                               | ۱             |
| کره جنوبی (۱۰۰ آهنگ داغ کی-پاپ)                 | ۱             |
| ترانه‌های دیجیتال ایالات متحده (بیلبورد)         | ۱۳            |
| فروش جهانی ترانه دیجیتال ایالات متحده (بیلبورد) | ۱             |

| جدول (مه–ژوئن ۲۰۲۰) | جایگاه |
| ------------------- | ------ |
| کره جنوبی (گائون)   | ۱      |

| جدول (۲۰۲۰)       | جایگاه |
| ----------------- | ------ |
| کره جنوبی (گائون) | ۶      |
| جدول (۲۰۲۱)       | جایگاه |
| کره جنوبی (گائون) | ۲۲     |
| جدول (۲۰۲۲)       | جایگاه |
| کره جنوبی (گائون) | ۱۴۲    |

## گواهی‌نامه‌ها
| منطقه                                  | گواهی       | واحد گواهی‌شده/فروش |
| Streaming                              | Streaming   | Streaming          |
| -------------------------------------- | ----------- | ------------------ |
| کره جنوبی (گائون)                      | ۲× Platinum | ۲۰۰٬۰۰۰٬۰۰۰        |
| رقم فقط پخش جاری تنها بر پایهٔ گواهی‌ها. |             |                    |

## تاریخچه انتشار
| منطقه | تاریخ     | فرمت                  | ناشر     | منابع               |
| ----- | --------- | --------------------- | -------- | ------------------- |
| مختلف | ۶ مه ۲۰۲۰ | دانلود دیجیتال استریم | ئی‌دی‌ای‌ام | [ ۲۵ ] [ ۲۶ ] [ ۸ ] |